# Gà trống

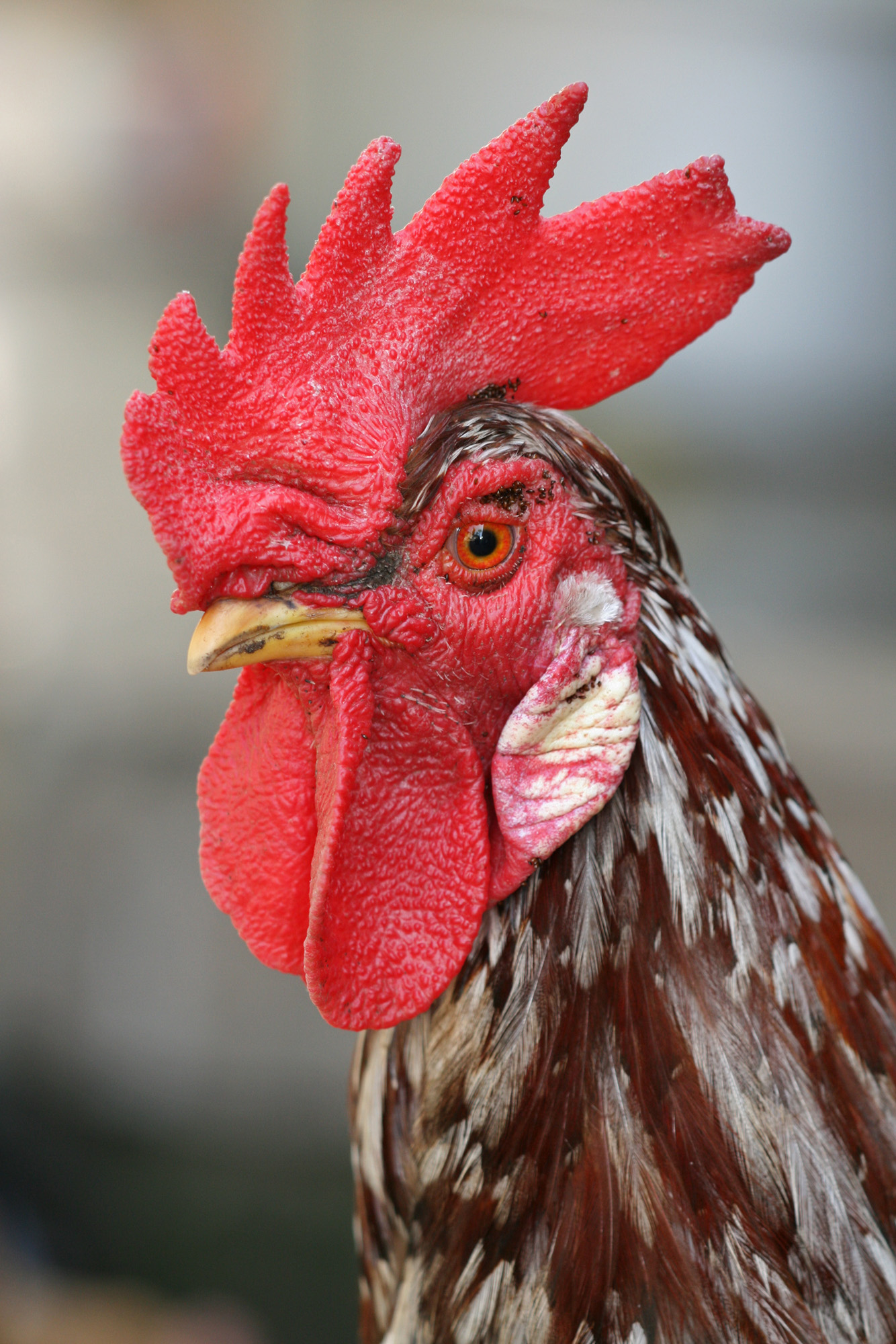
Gà trống với những đặc điểm: mào lớn, diều mọng

Gà trống, đôi khi còn gọi là gà sống là gà giống đực của loài Gallus gallus, tức gà nhà. Con gà giống cái là gà mái. Gà trống có một số đặc tính là hay cất tiếng gáy và canh giữ một khu vực nhất định, quyết không cho gà trống khác xâm phạm.

## Gà gáy
Trong loài gà nhà, thường thì chỉ gà trống biết gáy. Tiếng gáy bắt đầu vào buổi rạng đông cho đến khi chiều tàn lúc trời đã nhá nhem. Tiếng gáy là cách báo hiệu và phô trương của gà trống đang sở hữu một khu vực. Gà trống ở khoảng bốn tháng tuổi thì sẽ bắt đầu gáy.
Tiếng Việt ghi âm tiếng gáy của gà thành: "Ò ó o... o". Những ngôn ngữ khác ghi âm thành nhiều dạng: "Cock-a-doodle-doo" (tiếng Anh), "Qui-qui-riqui" (tiếng Tây Ban Nha)...

## Gà trống thiến
Gà trống tuy vóc dáng lớn hơn gà mái nhưng thịt gà trống thường dai, không ngon. Muốn vỗ gà trống cho béo thì người nuôi cần thiến gà bằng cách loại bỏ hai dịch hoàn là bộ phận sinh dục ở trong bụng gà. Kết quả là gà trống thiến bớt hung hăng, bớt hiếu động và dễ tăng cân. Thịt gà trống thiến vì vậy có tiếng là ngon và mềm hơn.

## Chọi gà
Tục chọi gà dựa vào tính bẩm sinh của gà trống muốn chống trả những đối thủ gà trống khác nếu vào chung một khoảnh sân. Tục chọi gà phổ biến ở một số quốc gia, trong đó có Việt Nam.
Tuy nhiên ở Tây phương thì có nơi ngăn cấm, cho là sinh hoạt hiếu sát và bạo động vì gà sẽ đấu nhau đến chết.

## Gà trống và văn hóa Việt

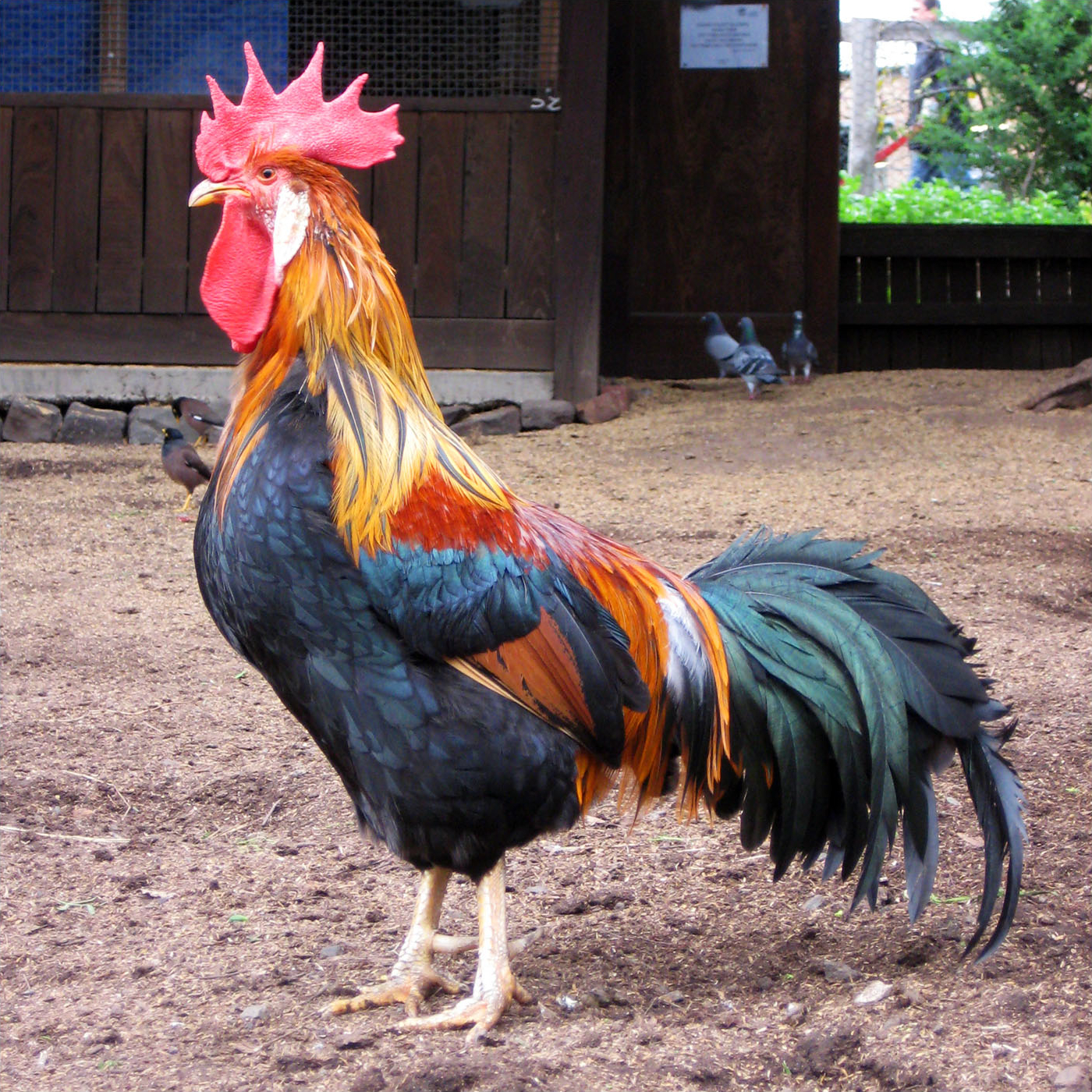
Một con gà trống ở nông trại Úc

Tranh Kim Hoàng, một loại tranh dân gian của người Việt, vẽ gà trống

Đuôi gà trống có lông dài vào vồng lên, cũng là đặc điểm của gà trống. Trong văn hóa người Việt, cách trang phục phụ nữ miền Bắc ngày xưa khi vấn khăn thì để chừa ra một đoạn tóc đầu cùng bỏ buông lơi, gọi là "tóc đuôi gà". Kiểu tóc này là một nét đẹp được nhiều người ưa thích, đứng trên hết nên ca dao mới có câu:
Một thương tóc bỏ đuôi gà
Hai thương ăn nói mặn mà có duyên
Ba thương má lúm đồng tiền
Bốn thương răng nhánh hạt huyền kém thua...
Thành ngữ "gà mái gáy" thường dùng với tính chỉ trích, nói lên người đàn bà tiếm dụng hay làm phận việc của đàn ông. Ngược lại, người đàn ông góa vợ, phải chăm lo cho con thì tiếng Việt gọi là "gà trống nuôi con".
Con gà trống cũng có mặt trong những câu đố dân gian vì tướng mạo "quân tử" của nó như trong câu:
Chân đạp miền thanh địa,
Đầu đội mũ bình thiên,
Mình mặc áo mã tiên,
Ban ngày đôi ba vợ,
Tối một mình nằm riêng.
Gà trống còn là vật cúng tế cổ truyền nên có câu:
Trên đầu đội sắc vua ban
Dưới thì yếm thắm dây vàng xum xuê
Thần linh đã gọi thì về
Ngồi trên mâm ngọc gươm kề sau lưng.